# Rivière à Grignon
Rivière à Grignon är ett vattendrag i Kanada.   Det ligger i provinsen Québec, i den östra delen av landet, 400 km nordost om huvudstaden Ottawa.
I omgivningarna runt Rivière à Grignon växer i huvudsak blandskog. Runt Rivière à Grignon är det glesbefolkat, med 8 invånare per kvadratkilometer.